# 李暹
李 暹（り せん、生没年不詳）は、中国の後漢時代末期の武将。董卓の部将李傕の甥（兄の子）。同じく李傕の兄の子の李利とは兄弟とも従兄弟とも考えられる。

## 正史の事跡
| 姓名           | 李暹                                                                                                 |
| 時代           | 後漢時代                                                                                             |
| 生没年         | 〔不詳〕                                                                                             |
| 字・別号       | 〔不詳〕                                                                                             |
| 本貫・出身地等 | 涼州北地郡泥陽県（現在の甘粛省慶陽市寧県）                                                           |
| 職官           | 〔不詳〕                                                                                             |
| 爵位・号等     | - |
| 陣営・所属等   | 李傕                                                                                                 |
| 家族・一族     | 叔父：李傕 兄弟：李利〔従兄弟?〕 従弟：李式（李傕の子）、胡封（おばの子） 従叔父：李応〔李傕の従弟〕 |

興平2年（195年）4月、李傕は、郭汜が献帝を手中にしようとしているのを知り、李暹を派遣して自らの陣営に迎え入れさせた。この際に、宮殿からの献帝の移動に太尉楊彪が異論を唱えたが、李暹は一切気に留めることなく、献帝を御車に乗せて李傕の陣に護送した。この件を最後に、李暹は史書から姿を消す。

## 物語中の李暹
小説『三国志演義』でも、史実とほぼ同様の行動をしている。しかし曹操が献帝を保護すると、李別（李利の『演義』での名）と共に李傕軍の先頭に立って献帝を奪い返そうとしたが、曹操の部将・許褚に、李別もろとも一刀の下に斬り捨てられている。